# Radičevci
Radičevci (Servisch cyrillisch Радичевци) is een plaats in de Servische gemeente Bosilegrad. De plaats telt 164 inwoners (2002).